# Arnocrinum
Arnocrinum là một chi thực vật có hoa trong họ Asparagaceae.